# Presbytère de Jonvelle
Le presbytère de Jonvelle est un presbytère situé à Jonvelle, dans le département de la Haute-Saône, en France.

## Description
Le presbytère se compose d'un corps de logis entre une cour et un jardin. Il comporte un bel escalier en pierre, pourvu d'une rampe en fer forgé. Plusieurs cheminées, trumeaux et plafonds sont d'origine.

## Historique
Construit en 1776, cet édifice est dû à l'architecte Anatole Amoudru.
Il est inscrit au titre des monuments historiques en 1996.